# Tomelilla sparbank

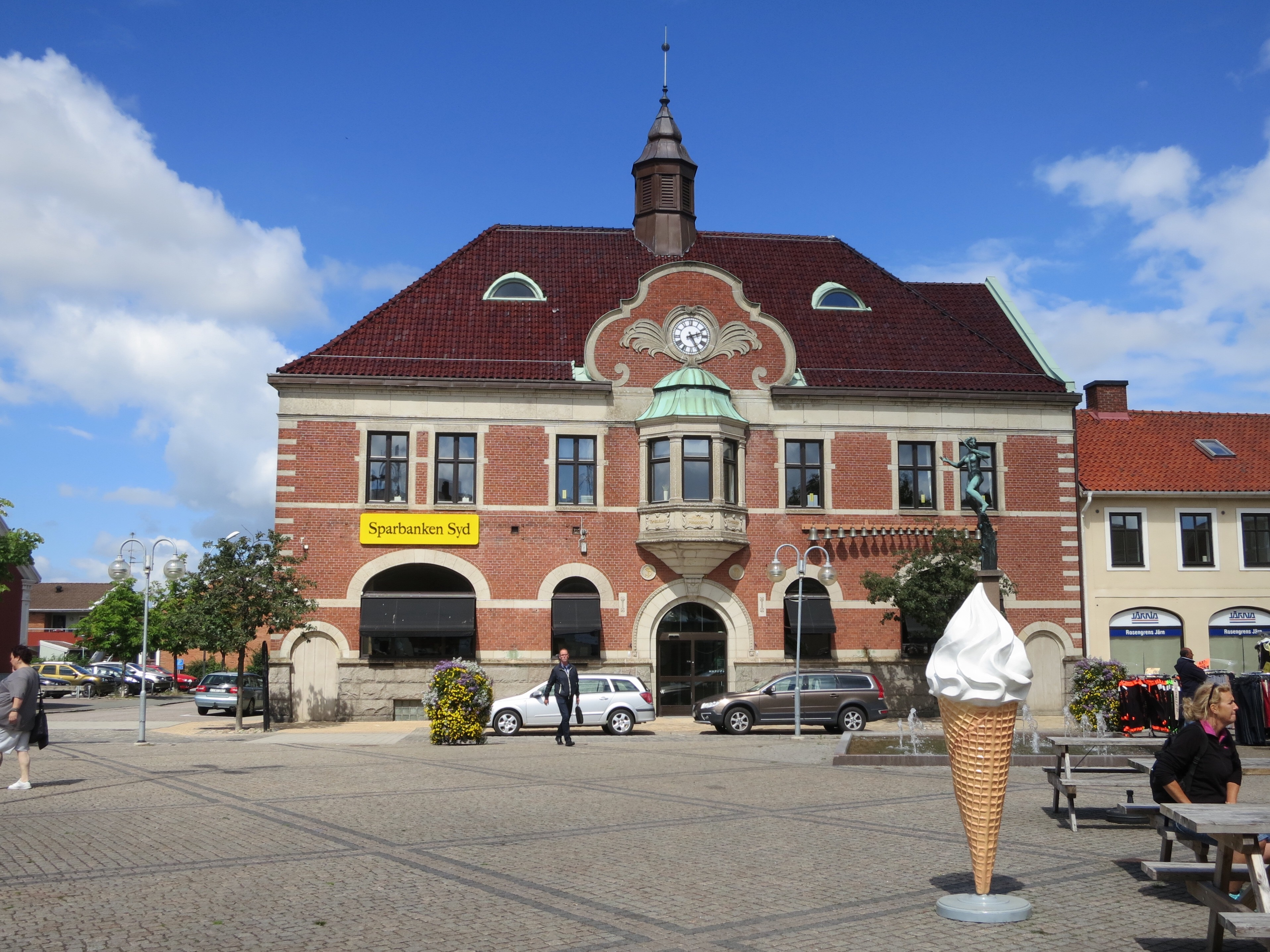
Tomelilla sparbank

Tomelilla sparbank var en svensk sparbank, grundad 1882 i Tomelilla.
Bankens regemente fastställdes den 16 augusti 1882 och verksamheten inleddes samma år. Verksamhetsområdet var Tomelilla med omnejd och huvudkontoret var öppet på helgfria onsdagar. 1906 köptes en tomt vid torget där banken följande år byggde ett nytt bankhus.
År 1908 uppfördes bankens huvudkontor vid Torget i Tomelilla.
Tomelilla fick ytterligare en sparbank 1915 när Lantmannasparbanken i Tomelilla grundades. Den fusionerades in i Tomelilla sparbank 1965. Senare övertogs Albo härads sparbank 1971, Smedstorps sparbank 1976 och Onslunda sparbank 1988.
Under 1980-talets senare halva engagerade sig banken i ett antal riskabla fastighetsaffärer som ledde till stora förluster. Bland annat hade man under 1988 börjat låna ut stora belopp till Torgny Jönsson "maffians bankir" som senare skulle dömas till tre och ett halvt års fängelse för svindleri.
För att rädda sig undan konkurs började Tomelilla sparbank föra samtal med Sparbanken Syd om ett samgående, men i januari 1991 grep Bankinspektionen in och beordrade en fusion med Sparbanken Skåne eftersom man bedömde att Sparbanken Syd var för liten för att kunna täcka förlusterna. Bankens styrelse får avgå.
I samband med fusionen mellan Sparbanken Sverige och Föreningsbanken 1997 fick Sparbanken Syd köpa Tomelilla Sparbank. Affären godkändes i november 1997 och trädde i kraft i mars 1998.
Sparbanken Sverige och senare Sparbanken Syd fortsatte ha kontor i det gamla sparbankshuset på Torget i Tomelilla i nästan tre decennier efter att banken upphört. Hösten 2020 flyttade dock Sparbanken Syd till en mindre lokal på Centralgatan 8.